# Bandera Social
Bandera Social fue un semanario editado en Madrid entre 1885 y 1887, de ideología anarquista.

## Historia
Su primer número apareció el 15 de febrero de 1885. Dirigido por Ernesto Álvarez y de periodicidad semanal, se imprimía en la calle de la Platería de Martínez n.º 1. Estuvo vinculado al pensamiento anarco-colectivista. En sus páginas colaborarían, entre otros, el malagueño Teobaldo Nieva. Tras dejar de publicarse en 1887, sería sucedido por El Productor, de Barcelona. Tuvo un contenido muy variado en el que se incluían secciones doctrinarias y artículos periodísticos, convocatorias, noticias internacionales y locales, necrológicas e incluso algunos textos de carácter biográfico.